# Чуй
Чуй или Шуи (исп. Chuy) — город на востоке Уругвая, в департаменте Роча.

## География
Расположен в 340 км к северо-востоку от столицы страны, города Монтевидео, на границе с Бразилией, в 15 км от побережья Атлантического океана. По другую сторону границы располагается бразильский город Шуи, причём граница частично проходит прямо по одной из улиц города, а частично два города разделяет река Шуи.

## История
29 июня 1961 года получил статус малого города (Villa), а 11 декабря 1981 года получил статус города (Ciudad).

## Экономика и туризм
Ввиду удобного пограничного положения, экономика города основывается главным образом на торговле и туризме. В 8 км к западу от города находится форт Сан-Мигель. Примерно в 36 км к югу от Чуй располагаются остатки крепости Санта-Тереса, объявленные памятником истории.

## Население
По данным на 2011 год население города составляет 9675 человек.
| Год  | Население |
| ---- | --------- |
| 1963 | 2876      |
| 1975 | 4521      |
| 1985 | 8257      |
| 1996 | 9804      |
| 2004 | 10 401    |
| 2011 | 9675      |

Источник: Instituto Nacional de Estadística de Uruguay